# Läppbjörn
Läppbjörnen (Melursus ursinus) är en art i familjen björnar och liknar kragbjörnen, som den dock inte är närmare släkt med. Den placeras som ensam art i släktet Melursus.

## Utseende

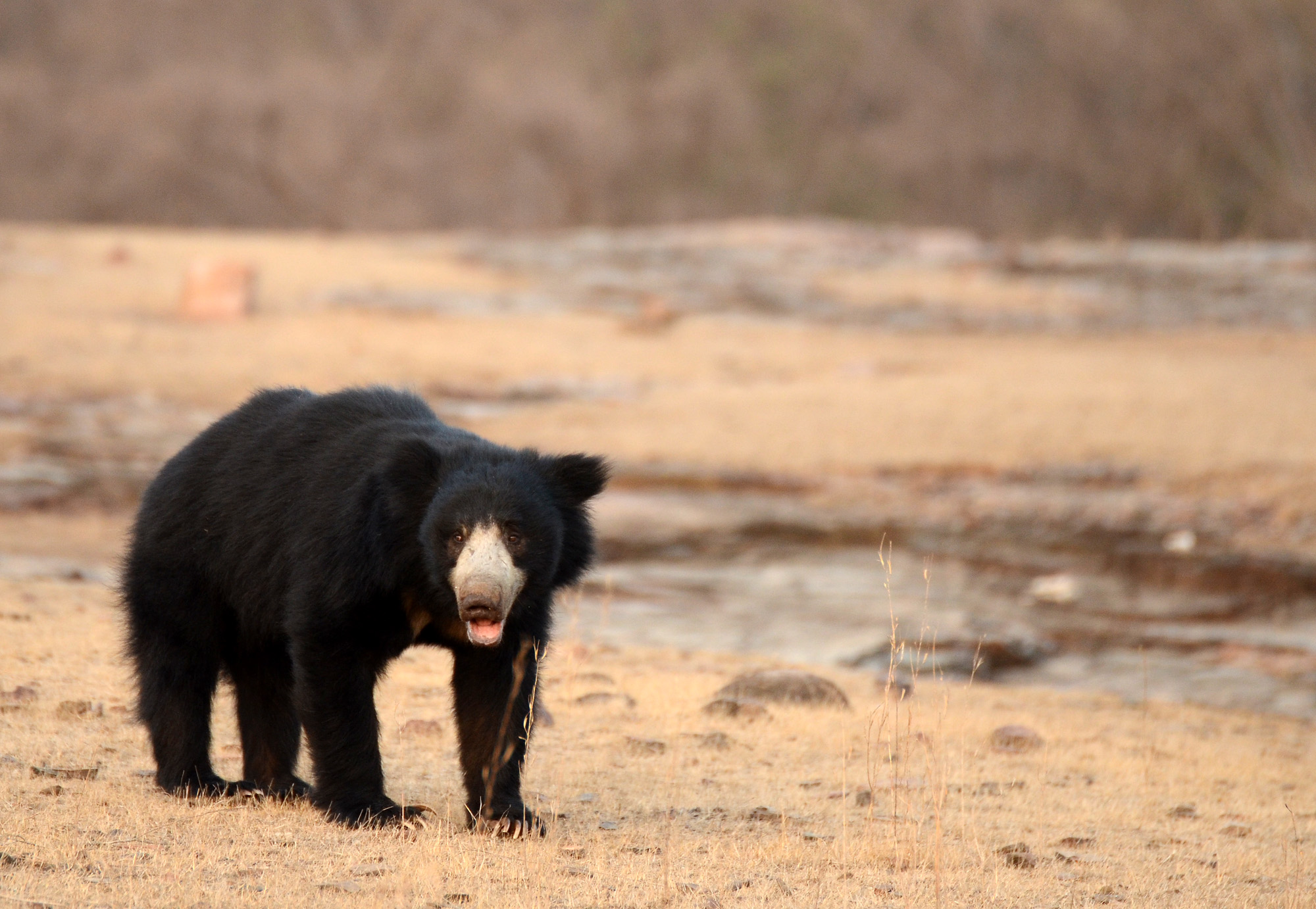
Läppbjörnen har mörk päls, ljus nos och stora hårlösa läppar.

Läppbjörnen blir 140–180 cm lång (huvud och bål) och är stående på alla fyra, upp till skuldran 61–91,5 cm höga. Svansen är som hos alla björnar tydligt kort, med sina 10–12,5 cm. Hanar väger 80–145 kg och är betydligt tyngre än honor som väger 55–95 kg.
Kännetecknande för arten är de stora, hårlösa läpparna. Djuret har förmåga att sträcka ut sin smala tunga långt ut. Läppbjörnen saknar två framtänder i övre käken så att en lucka uppstår.
Pälsen är oftast svart med enskilda hår i brun eller grå men det finns även rödbruna läppbjörnar. Den har ljus nos och på bröstet finns en vit- eller gulaktig fläck i form av ett Y eller V. Klorna är jämförelsevis långa och böjda.
Populationen på Sri Lanka, som ofta behandlas som en underart, är mindre än fastlandspopulationen, samt har kortare och glesare hår på kroppen.

## Utbredning och systematik

### Systematik
När George Shaw beskrev arten 1791 placerade han den i släktet tretåiga sengångare (Bradypus) eftersom den saknar de två mellersta framtänderna i överkäken. Djuret bär därför fortfarande det engelska namnet sloth bear. Senare blev det klart att arten tillhör familjen björnar. Det finns olika uppfattningar om den ska placeras i det egna släktet Melursus eller om den ska infogas i det större släktet Ursus.

### Utbredning
Läppbjörnen förekommer främst i Indien och Sri Lanka men även i Bangladesh, Bhutan och Nepal. Den lever i olika slags skogar, på savann, andra gräsmarker och i buskskogar. Arten vistas vanligen på låglandet men i Sri Lanka når den upp till 1500, och på fastlandet 2000 meter över havet.

### Underarter
Allmänt godkänns två underarter:
- Melursus ursinus ursinus – förekommer på fastlandet.
- Melursus ursinus inornatus – förekommer på Sri Lanka. Detta taxon är mindre samt har kortare och glesare hår på kroppen.

## Ekologi

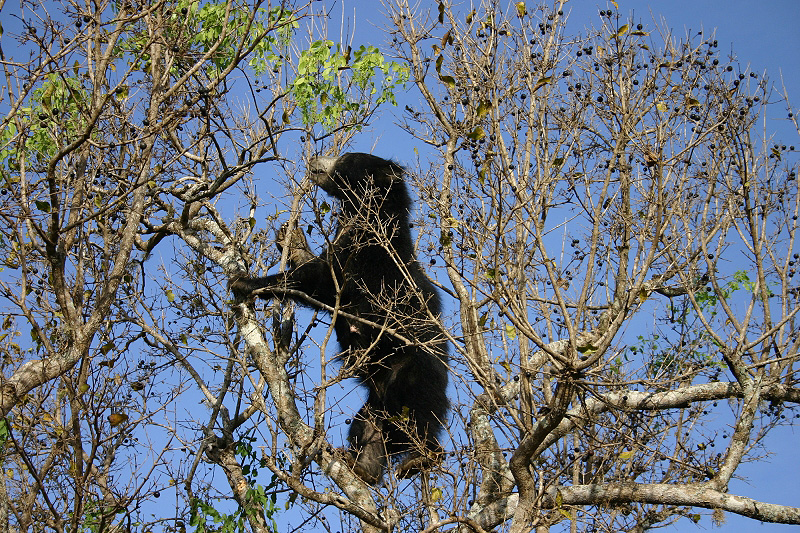
Läppbjörn är skicklig på att klättra i träd, där den födosöker efter insekter, frukt och honung.

Läppbjörnen är främst nattaktiv men kan även vara aktiv under andra tider på dygnet. De vilar i grottor eller tät vegetation. Läppbjörnen är skicklig på att klättra i träd. I motsats till många andra björnar håller läppbjörnar ingen vinterdvala men de är jämförelsevis inaktiva under regntider. Som alla björnar lever läppbjörnen ensam. Ett undantag är honor med ungar.

### Föda
Läppbjörnen är specialiserad på insekter och då främst termiter. För att komma åt bytet öppnar de termitstacken med sina klor och suger sedan upp termiterna likt en dammsugare, men använder även tungan. Ljudet som uppstår kan höras över 185 meter.
Björnen lever även av andra insekter som bin och myror samt frukt och honung.

### Fortplantning

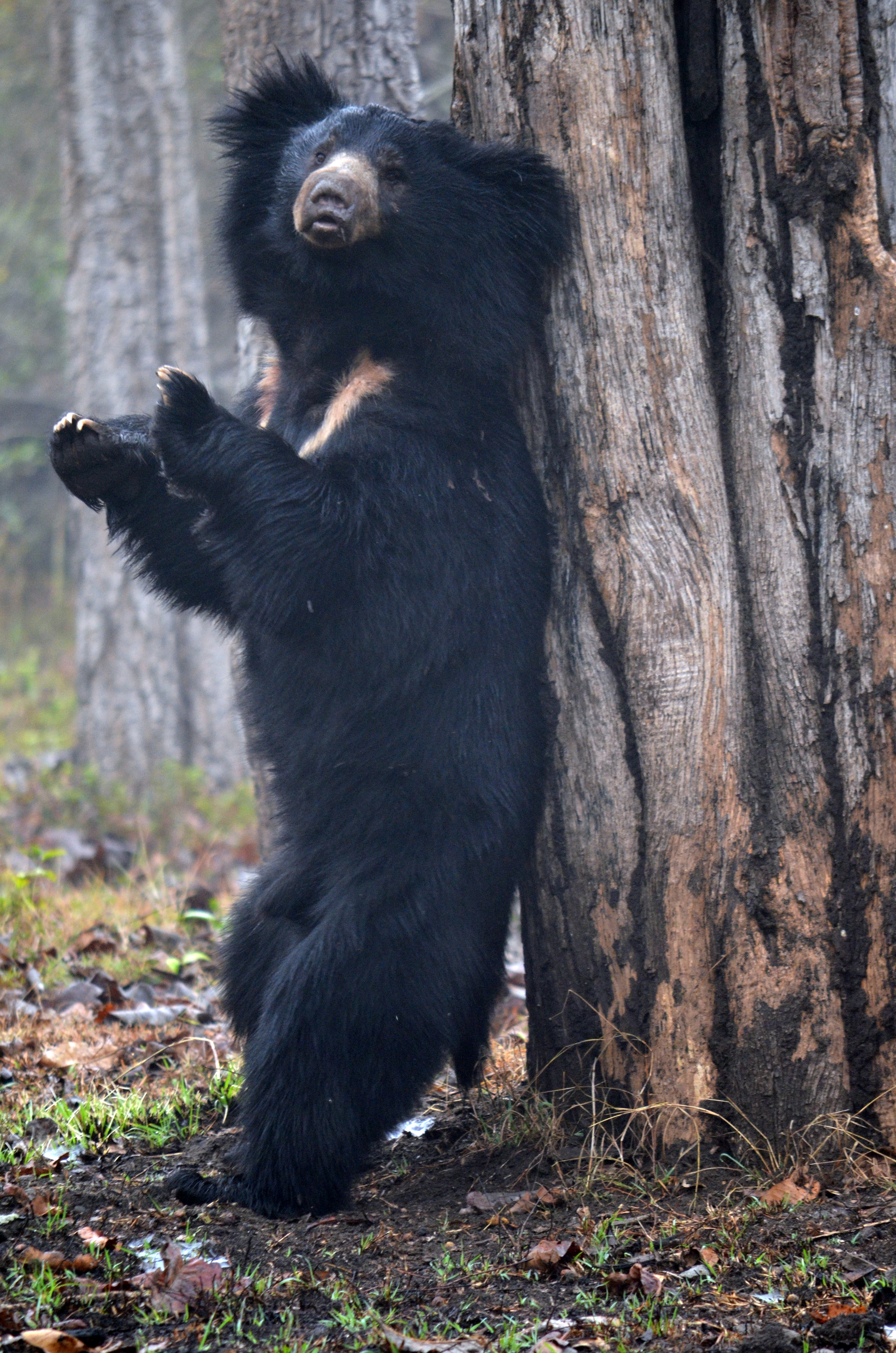
Som många arter av björn kan läppbjörnen ställa sig på bakbenen för att doftmarkera högt upp på träd.

I Indien infaller parningstiden oftast maj till juni medan den i Sri Lanka infaller under hela året. I dessa tider lever den parvis och parar sig flera gånger. Från parningen till födseln går det sex till sju månader men troligtvis vilar det befruktade ägget en tid innan den egentliga dräktigheten börjar.
De ett till två, sällan tre, ungarna föds i en jordkula. Ungarna är i början blinda och hjälplösa. De öppnar ögonen efter ungefär tre veckor, och fyra till fem veckor senare lämnar de kulan för första gången. Ofta bär honan sina ungar när hon går ut. Ungarna stannar hos modern i två till tre år tills de är fullt utvecklade. I fångenskap blir läppbjörnar upp till 40 år gamla.

## Läppbjörnen och människan

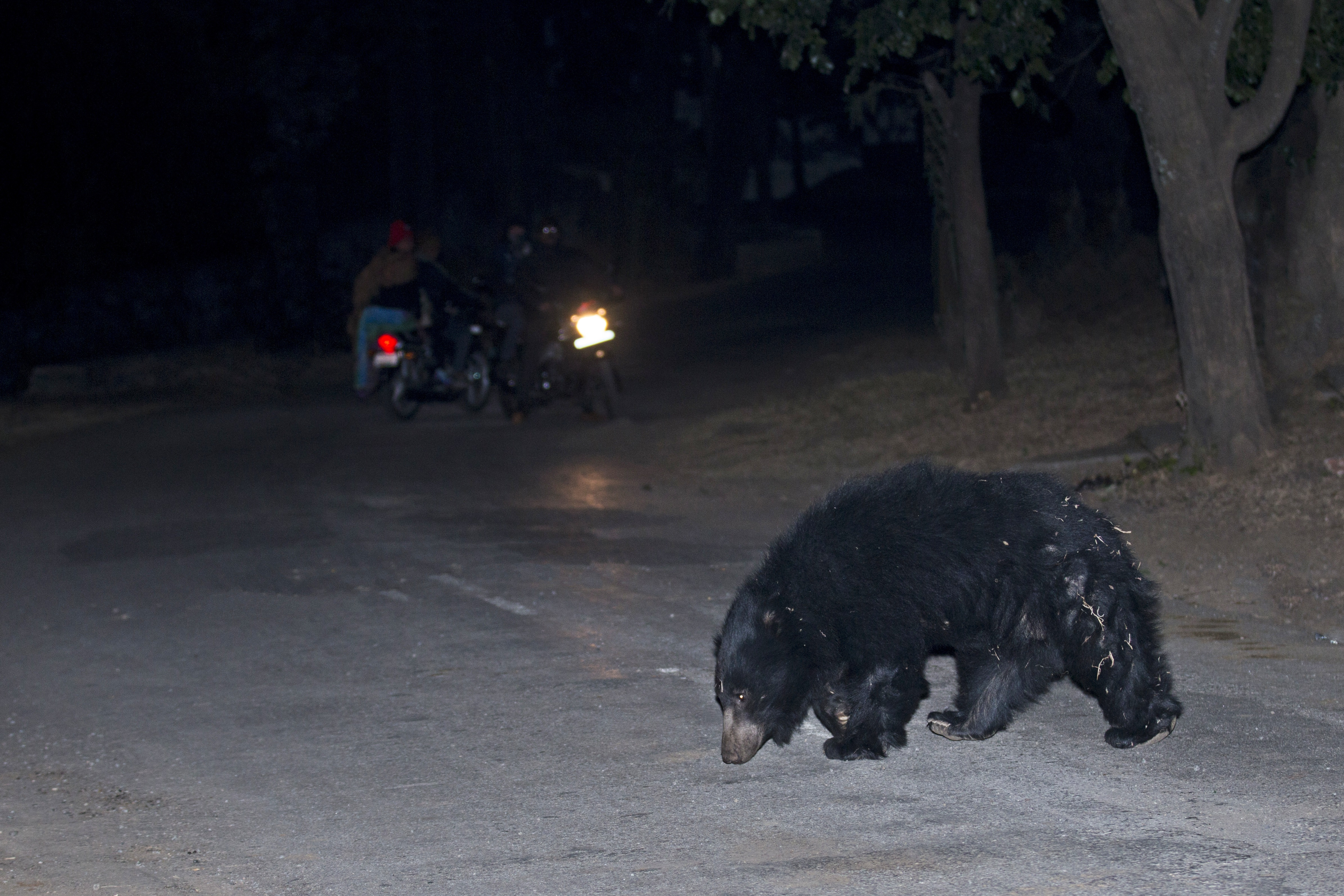
Läppbjörnar som rör sig i närheten av byar utgör ett hot mot människan, vilket i sin tur resulterar i ett hot mot arten, då detta leder till jakt av björnen.

Läppbjörnen betraktas allmänt som skygg men kan försvara sig aggressivt när den blir överraskad. På grund av sin relativt dåliga syn- och hörsel upptäcker de ofta människor sent, vilket kan leda till konfrontationer. På grund av detta, tillsammans med att människan ständigt inkräktar, och bosätter sig allt närmre artens naturliga habitat, är attacker mot människor ganska vanliga. Flest attacker sker inte i skogar utan i närheten av byar och odlingar när björnen söker efter föda eller vatten. På grund av detta kategoriseras läppbjörnen, tillsammans med Ursus thibetanus laniger som förekommer i Himalaya, som den för människan farligaste björnen.
Människan jagar arten för att freda sig och sin odlingsmark men även för köttets eller andra kroppsdelars skull. Djurets galla anses i flera länder felaktigt ha medicinska egenskaper. Det största hotet mot läppbjörnen är däremot förstöringen av deras levnadsområden.
Hela beståndet uppskattas till 10 000–20 000 individer. I Sri Lanka lever troligen 300–600 indivder. Arten listas av IUCN som sårbar (VU).
Den allätande Baloo i Djungelboken har läppbjörnen som förebild.